# Будогощь (станция)
Бу́догощь — узловая железнодорожная станция Октябрьской железной дороги в посёлке Будогощь Киришского района Ленинградской области. Расположена в 98 километрах от станции Мга, в 147 километрах от Санкт-Петербурга, на линии Мга — Сонково (Мологский ход). 

## Описание
На станции Будогощь заканчивается контактная сеть, далее на Сонково идёт неэлектрифицированная линия. Станция является узловой, от неё отходит ветка на Тихвин (также неэлектрифицированная).
Станция является конечной для пригородных электропоездов из Санкт-Петербурга (как правило, они идут с Московского вокзала). Далее ходит пригородный поезд на тепловозной тяге до станции Хвойная (ранее несколько поездов на тепловозной тяге в статусе грузопассажирских до Пестово), а также до станции Тихвин (ранее также имел статус грузопассажирского). Обращался также «школьный» (на период работы школ) поезд Будогощь — Неболчи. На станции имеет остановку также и пассажирский поезд № 610 Санкт-Петербург — Сонково; в советское время также пассажирский поезд № 197/198 Ленинград-Витебский — Москва-Савёловская.
На станции одна островная высокая платформа, переходящая в низкую. Здание вокзала располагалось за проходящей параллельно железной дороге автомобильной дорогой. В настоящее время вокзала нет, билетные кассы располагаются в помещении бывшей товарной весовой, в конце низкой платформы.

## Реконструкция
В январе 2024 года в посёлке началась процедура изъятия земельных участков под расширение железнодорожных участков. Реконструкция станции запланирована в рамках второго этапа по развитию направления Мга — Сонково — Дмитров.

## Фотографии

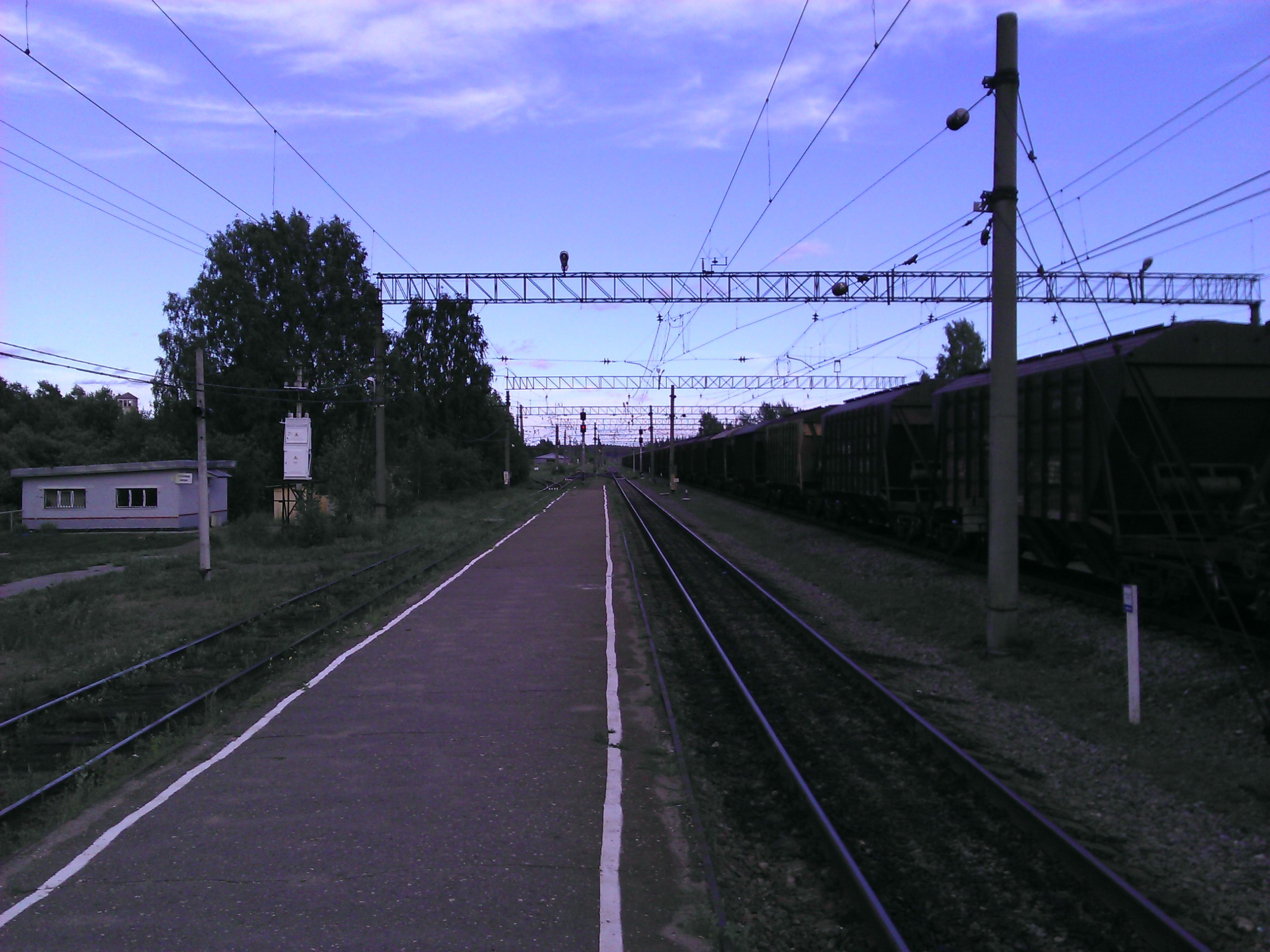
Низкая платформа